# Жетысай
Жетысай (каз. Жетісай) — город в Казахстане, центр Жетысайского района Туркестанской области.

## История
Основан в 1939 году в связи с освоением земель под хлопководство и строительством оросительного канала. Статус города с 1969.
4 мая 1993 года Постановлением Президиума Верховного Совета Казахстана транскрипция названия города Джетысай на русском языке была изменена на Жетысай.
До 2018 года был центром Мактааральского района.

## Население
В 1999 году население города составляло 30 487 человек (14 727 мужчин и 15 760 женщин). По данным переписи 2009 года, в городе проживали 36 494 человека (17 437 мужчин и 19 057 женщин).
На начало 2019 года население города составило 24 484 человека (13 146 мужчин и 11 338 женщин).

## Экономика и культура
В городе функционируют хлопкоочистительный, пивоваренный завод, где начинал свою деятельность, один из основателей: Файст Гельмут Самуилович. А также, хлебзавод . И цех по производству растительного и хлопкового масла.
Здесь расположен университет «Сырдария» и казахский драматический театр имени К. Жандарбекова.
Через город ранее проходила железная дорога Ташкент — Сырдария — Бухара. В настоящее время имеется реконструированная автомобильная трасса Жетысай — Шымкент — Алматы.

## Климат
Климат  континентальный. Зимой осадков намного больше, чем летом, но в течение года выпадает незначительное количество осадков. Классификация климатов Кёппена — Csa. Среднегодовая температура в городе — 15,6 °C. Среднегодовая норма осадков — 344 мм.
| Показатель                                                           | Янв. | Фев. | Март | Апр. | Май  | Июнь | Июль | Авг. | Сен. | Окт. | Нояб. | Дек. | Год  |
| -------------------------------------------------------------------- | ---- | ---- | ---- | ---- | ---- | ---- | ---- | ---- | ---- | ---- | ----- | ---- | ---- |
| Средний суточный максимум, °C                                        | 6,4  | 9,1  | 15,2 | 23,1 | 29,0 | 34,6 | 36,9 | 35,2 | 30,2 | 22,4 | 14,5  | 8,6  | 22,1 |
| Средняя температура, °C                                              | 2,1  | 4,2  | 9,9  | 16,9 | 22,0 | 26,8 | 28,8 | 26,9 | 21,8 | 15,1 | 8,7   | 4,2  | 15,6 |
| Средний суточный минимум, °C                                         | −2,2 | −0,6 | 4,6  | 10,7 | 15,0 | 19,0 | 20,8 | 18,6 | 13,5 | 7,8  | 3,0   | −0,2 | 9,2  |
| Норма осадков, мм                                                    | 45   | 42   | 58   | 53   | 30   | 7    | 3    | 0    | 3    | 25   | 32    | 46   | 344  |
| Источник: Climate-data (https://ru.climate-data.org/location/25211/) |      |      |      |      |      |      |      |      |      |      |       |      |      |